# Кнорринг, Иван Фёдорович (педагог)
Иван Фёдорович Кнорринг (1824—1895) — российский педагог, директор Шестой и Четвёртой Санкт-Петербургских гимназий.

## Биография
Родился 13 (25) июня 1824 года.
В 1834—1838 годах учился в Петришуле. Вступив 24 марта 1848 года в службу, он к 24 декабря 1871 года получил чин действительного статского советника. С 1852 года был учителем (затем — старшим учителем) физикии математики в Олонецкой губернской гимназии. Затем был инспектором Четвёртой (Ларинской) гимназии в Петербурге. При открытии Шестой гимназии в 1862 году он был назначен её директором, а через два года был возвращён в Ларинскую гимназию — директором и занимал эту должность до 1890 года.
Умер 1 (13) декабря 1895 года в Санкт-Петербурге. Похоронен на Смоленском православном кладбище.

## Награды
- орден Св. Станислава 2-й ст. (1863)[1]
- орден Св. Анны 2-й ст. (1865)[1]
- орден Св. Владимира 3-й ст. (1877)
- орден Св. Станислава 1-й ст. (1880)
- орден Св. Анны 1-й ст. (1887)

## Семья
В Петрозаводске 22 апреля 1853 года состоялось венчание Ивана Фёдоровича Кнорринга и Ольги Михайловны Копосовой (10.06.1826—23.03.1901), дочери педагога Михаила Андриановича Копосова (1779—1842). Их дети: 
- Фёдор (09.05.1854—1914)
- Елизавета (03.03.1857[2]—?)
- Александра (31.10.1858—?)
- Николай (27.10.1861—?)
- Ольга (23.05.1863—?)
- Михаил (23.08.1865—23.08.1896, Рига)[3]
- Иван (17.04.1867—?)
- Александр (14.03.1872—?).